# Carol J. Adams
Carol J. Adams (Nova York, 1951) és una escriptora nord-americana, feminista i defensora dels drets dels animals. És autora de diversos llibres, inclosos The Sexual Politics of Meat: A Feminist-Vegetarian Critical Theory (1990) i The Pornography of Meat (2004) on especialment se centra en els vincles que existeixen entre l'opressió de les dones i la dels animals no humans.
El 2011 va ser admesa a l'Animal Rights Hall of Fame, un reconeixement que atorga la conferència anual estatunidenca Animal Rights National Conference.

## Biografia
Carol J. Adams va néixer a Nova York el 1951. És feminista-vegana, defensora, activista i erudita independent, el treball del qual explora la construcció cultural de l'opressió interseccional. De jove, Adams va ser influenciada per la seva mare, que era feminista i activista pels drets civils. També el seu pare, que era un advocat que va participar en una de les primeres demandes sobre la contaminació del llac Erie, un dels Grans Llacs a la regió nord-est dels Estats Units. Adams va ser criada en un petit poble de Nova York anomenat Forestville. Després de saltar-se un curs i estudiar anglès a la universitat, Adams va assistir a la Universitat de Rochester i es va llicenciar en anglès i història. Com a estudiant universitària a la Universitat de Rochester, va participar en la incorporació de cursos d'estudis sobre dones a l'oferta de cursos de la Universitat. Aquí es va graduar amb una llicenciatura el 1972 i va obtenir el títol de Master of Divinity a la Yale Divinity School el 1976. El 1974 Adams es va traslladar a Boston per estudiar amb Mary Daly. Adams recorda el seu temps amb Mary com "un moment fascinant de conversa i crítica mútua. .. El meu feminisme-veganisme en evolució i la seva evolució de la filosofia biofílica van xocar de vegades. Normalment, almenys al principi, tenia l'última paraula." [a] Va ser directora executiva del Ministeri Rural del Comtat de Chautauqua, Inc., Dunkirk, Nova York des de finals dels anys setanta fins al 1987. Adams viu a Texas amb el seu marit, el Reverend Dr. Bruce Buchanan, i és membre de la Primera Església Presbiteriana de Dallas, on el seu marit és pastor associat.
Adams recorda descobrir el cos mort del seu poni familiar que va ser matat en un accident de caça, i després menjat com una hamburguesa al vespre. Va concloure que era hipòcrita per la seva part plorar la mort del seu poni, si no tenia cap problema en menjar una vaca d'escorxador. Això va marcar el començament del seu viatge vegetarià. És també una pionera de teoria de cura feminista en ètica animal. Adams continua treballant sobre el tractament ètic d'animals i altres formes d'activisme. Aquest el porta a terme a través de la visita a universitats, organitzant cursos, i a través d'internet i diferents fòrums que els mitjans de comunicació social promouen per assolir una audiència més ampla.
Adams ha estat molt implicada en ajudar a crear un desenvolupament urbà innovador liderat per The Stewpot, a Dallas Texas. També ha estat treballant en una autobiografia teòrica, en un llibre sobre Jane Austen i les cures i en el seu intent de sistematitzar una filosofía de les cures a través de les cures. Per una altra banda, continua presentant el seu espectacle The Sexual Politics of Meat Slide Show per ajudar a estendre les seves teories mentre pugui. També està completant un llibre amb Patti Breitman i Virginia Messi: Even Vegans Die.
Carol J. Adams ha dit, en consideració a les seves intencions en aquest planeta: “en la meva vida, vull fer el menys mal possible" i "vull caminar lleugerament en aquesta Terra.” Els èxits de la seva vida, els seus objectius i ambicions han reflectit aquesta filosofia.
La pàgina web chooseveg.com la va escollir per a formar part de la seva llista de "Les 20 fantàstiques dones veganes que estan fent història" (20 Badass Veg Women Who Are Making History). Altres dones de la llista eren el número u mundial de tenis femení, Venus Williams i Ellen DeGeneres, coneguda pel seu espectacle l'Ellen DeGeneres Show.
Adams és una de les persones que va proporcionar informació utilitzada en la redacció del llibre Striking at the Roots: A Practical Guide to Animal Activism (2008) de Mark Hawthorne.

## Carrera

### The Sexual Politics of Meat: A Feminist-Vegetarian Critical Theory
The Sexual Politics of Meat: A Feminist-Vegetarian Critical Theory discuteix com, especialment en èpoques d'escassetat, les dones solen donar als homes la carn que perceben com el "millor" menjar. També discuteix les connexions entre feminisme i vegetarianisme, i el patriarcat i el consum de carn, històricament i mitjançant la lectura de textos literaris. Una important teoria formulada al llibre és el referent absent, que utilitza per explicar el fet que les persones continuen menjant carn i que també està darrere de l'objectivació de les dones en la pornografia.
A The Sexual Politics of Meat, Adams relaciona el sistema patriarcal amb la relació entre humans i animals. Les connotacions masculines associades al consum de carn no només ressalten la desigualtat d'espècies, sinó que també defineixen diferents rols de gènere. La carn significa senzillament el domini masculí sobre les dones com a "homes que maltracten les dones sovint han utilitzat l'absència de carn com a pretext per a la violència contra les dones". Adams proclama que la nostra cultura s'ha preocupat en reduir els animals no humans a una font de consum, una fragmentació de les seves espècies individuals. Un tema recurrent al llarg del seu treball és que els homes que senten un dret sobre els animals són similars als homes que maltracten, exploten o degraden les dones pel seu cos.

### Animals and Women Feminist Theoretical Explorations
A Animals and Women Feminist Theoretical Explorations, Adams argumenta que el context social darrere de l'opressió femenina i la violència sexual té un vincle directe amb la forma en què els humans maltracten altres espècies. Els humans tendeixen a considerar els animals com una espècie inferior i, d'aquesta manera, justifiquen les seves accions respecte a l'explotació animal. Segons Adams, els homes consideren les dones de la mateixa manera. Aquest sentit del dret sobre els animals es tradueix en relacions humanes i els homes comencen a etiquetar les dones com a inferiors i també "disponibles per a abusos". El discurs establert passa d'una imatge negativa per a animals no humans a una representació masclista de les dones. Constantment, els homes es refereixen a les dones que fan servir un llenguatge com ara gossos, pollets, conill, que indiquen que els homes fan servir les dones com a simple mitjà. Tenint en compte l'especisme actual, els individus utilitzen els animals no humans per a la seva producció, és a dir, vaques per a llet, gallines per a ous o gossos femella per criar més cadells. Els humans fan servir els pollets com a éssers físics similars a com els homes poden explotar el cos femení per plaer.

### The Pornography of Meat
A La pornografia de la carn, Adams fa una comparació visual entre la carn anunciada en un prestatge i les dones que apareixen en anuncis o revistes particulars. La idea del consum té un paper important en una cultura que compara les dones amb un producte, cosa que no només és possible, sinó que és una persona consumible. És important assenyalar que el consum pot referir-se a la digestió literal o, més aviat, a un desig d'algú com un objecte desitjable. Adams juxtaposa anuncis comunament desapercebuts a la botiga de queviures local a imatges sexistes i misògines de dones. A més, crea la categoria "A", que crea una idea de la supremacia masculina blanca en una societat civilitzada, mentre que l'altra, inclou un llenguatge relacionat amb diferents races, animals no humans i dones. Adams argumenta que la cultura moderna idealitza la figura masculina blanca i demostra que aquesta representa una societat civilitzada avançada. L'autora argumenta que qualsevol individu que no caigui en la categoria "A" probablement s'enfronti a una referència als animals, que ara es considera menyspreable i inferior. En aquest treball, inclou una imatge de dones etiquetades segons les seves parts del cos de manera similar a com la carnisseria anuncia els talls de carn. La premissa subjacent continua sent la mateixa: la cultura actual ha creat un desig de consum d'animals, gèneres i races no humanes.

### Altres treballs
És autora de diversos altres llibres, inclòs Living Between Meat Eaters: The Vegetarian's Survival Handbook. Aquest llibre aconsella als vegetarians que preguntin si estan en pau amb el seu propi vegetarianisme i proporciona habilitats comunicatives per evitar abusos mentre mengen amb amics, familiars i companys de feina que poden menjar carn. El seu treball més recent, Burger, segueix la història, els negocis, la cultura i la política de gènere de l'hamburguesa. Al llarg de tota l'obra, es basa en la història de l'hamburguesa vegetal i el seu revifament a través d'inversors contemporanis de la indústria alimentària.

## Activisme
L'activisme de Carol J. Adams inclou "l'experiència de treballar per la justícia social, tant l'animal com l'humana, i contra la violència domèstica, els sensesostre, el racisme i la violència contra els animals". Una gran part de la vida d'Adams també es dedica al feminisme. Va ser criada en una llar amb les seves dues germanes on es va alimentar aquest esperit feminista. El seu vegetarianisme va venir després del seu feminisme. Mentre era estudiant de segon any a la Universitat de Rochester, va assistir a la seva primera reunió per a l'alliberament de les dones i més tard va fer treballs de camp al Women's Liberation Center. Aquestes experiències i investigacions, així com l'esdeveniment de la mort del seu poni, li van demostrar que el seu feminisme i el seu vegetarianisme estaven relacionats. A través d'alguns estudis feministes que realitzava, es va adonar que totes dues estaven connectades també al llarg de la història del feminisme. Va trobar que moltes feministes eren vegetarianes i també va trobar diversos llibres escrits per feministes sobre el vegetarianisme com a "part del despertar feminista de l'heroi". Una nova percepció sobre els temes recentment connectats va resultar ser molt important per al curs que prendria la feina d'Adams en el futur. Va trobar que una ètica patriarcal "naturalitza i normalitza la violència ... i perpetua l'excepcionalitat humana que permet l'opressió d'altres éssers". Així comença la seva teoria de l'essència patriarcal i es va formar la creació de La política sexual de la carn: una teoria crítica feminista-vegetariana.
Adams ha explicat que el seu activisme li va ensenyar a escriure permetent-li pensar sobre com "les idees són experimentades pels altres". La lluita pel costat no dominant de les coses a través del seu activisme li va permetre tornar a escriure llibres amb un nivell de comprensió més profund i suficient per saber què passava. La veu que tenia en el seu activisme als anys setanta també la va ajudar a obtenir la seva veu teòrica utilitzada en els seus llibres. Adams explica, en moltes entrevistes, que el seu activisme li va ensenyar a escriure.
En el seu capítol, "What Came Before the Sexual Politics of Meat", al llibre Species Matters: Humane Advocacy and Cultural Theory, Adams explica que ella i el seu marit van ser activistes als anys 70 contra el racisme. Vivien a Dunkirk, Nova York i van intentar que la zona fos progressiva pressionant perquè els habitatges minoritaris passessin a la zona rural. El seu marit, el ministre local, rebia cartes inflamatòries de la seva congregació i Adams va lluitar amb si mateixa entre fer tot el que pogués per aturar allà on la situació es tornava perillosa. Va parlar al programa de ràdio de crida "What's Your Opinion". Un dia, quan escoltava, estava tan furiosa per la informació inexacta que s'oferia que va trucar i va corregir tota la informació errònia. Independentment del que diguessin les persones, Adams i el seu marit van continuar el seu activisme i van lluitar per aconseguir un habitatge per a les persones d'ingressos baixos i moderats.
A més, en la seva vida Adams ha donat suport als drets dels animals i vol educar la gent sobre veganisme i introduir la gent a menjar vegà. Ella explica que tots obtenim proteïnes de les plantes. Algunes persones les obtenen directament de les plantes, i d'altres open per deixar que els animals processessin la proteïna per a elles. També ha encunyat el terme proteïna feminitzada per a ous i productes lactis, ja que es tracta de la proteïna vegetal produïda mitjançant l'ús del cicle reproductiu femení.

## Publicacions
- The Sexual Politics of Meat: A Feminist-Vegetarian Critical Theory. Continuum, 1990. ISBN 0-8264-0455-3
- Ecofeminism and the Sacred. Continuum, 1993. ISBN 0-8264-0586-X
- Neither Man nor Beast: Feminism and the Defense of Animals. Continuum, 1994. ISBN 0-8264-0670-X
- Woman-battering: Creative pastoral care and counseling series. Fortress Press, 1994. ISBN 0-8006-2785-7
- Amb Marie M. Fortune. Violence against Women and Children: A Christian Theological Sourcebook. Continuum, 1995.
- Amb Josephine Donovan. Animals and women: Feminist theoretical explorations. Duke University Press, 1995. ISBN 0-8223-1667-6
- The inner art of vegetarianism: Spiritual practices for body and soul. Lantern Books, 2000. ISBN 1-930051-13-1
- Journey to gameland: How to make a board game from your favorite children's book. Lantern Books, 2001. ISBN 1-930051-51-4
- Amb Howard Williams. The ethics of diet: A catena of authorities deprecatory of the practice of flesh-eating. University of Illinois Press, 2003. ISBN 0-252-07130-1
- "Bitch, Chick, Cow: Women's and (Other) Animals' Rights" in Sisterhood Is Forever: The Women's Anthology for a New Millennium. Washington Square Press 2003. ISBN 0-7434-6627-6.
- Help! My child stopped eating meat!: An A-Z guide to surviving a conflict in diets. Continuum 2004. ISBN 0-8264-1583-0
- The Pornography of Meat. Continuum, 2004. ISBN 0-8264-1646-2
- Prayers for Animals. Continuum, 2004. ISBN 0-8264-1651-9
- God listens when you're sad: Prayers when your animal friend is sick or dies. Pilgrim Press, 2005. ISBN 0-8298-1667-4
- God listens to your love : prayers for living with animal friends. Pilgrim Press, 2005. ISBN 0-8298-1665-8
- God listens to your care : prayers for all the animals of the world. Pilgrim Press, 2006. ISBN 0-8298-1666-6
- Amb Douglas Buchanan and Kelly Gesch. Bedside, bathtub and armchair companion to Frankenstein. Continuum, 2007. ISBN 0-8264-1824-4
- The Feminist Care Tradition in Animal Ethics: A Reader. Columbia University Press, 2007. Editat per Carol J. Adams i Josephine Donovan. ISBN 978-0-231-14038-6
- How to eat like a vegetarian even if you never want to be one: More than 250 shortcuts, strategies, and simple solutions. Lantern Books, 2008. ISBN 978-1-59056-137-9
- Living among meat eaters: The vegetarians' survival handbook. Lantern Books, 2008. ISBN 978-1-59056-116-4
- El pròleg a l'antologia de Lisa Kemmerer Sister Species: Women, Animals, and Social Justice. University of Illinois Press, 2011. ISBN 978-0-252-07811-8[26]
- El pròleg al llibre de Laura Wright The Vegan Studies Project University of Georgia Press, 2015.[27]